# 今隈站

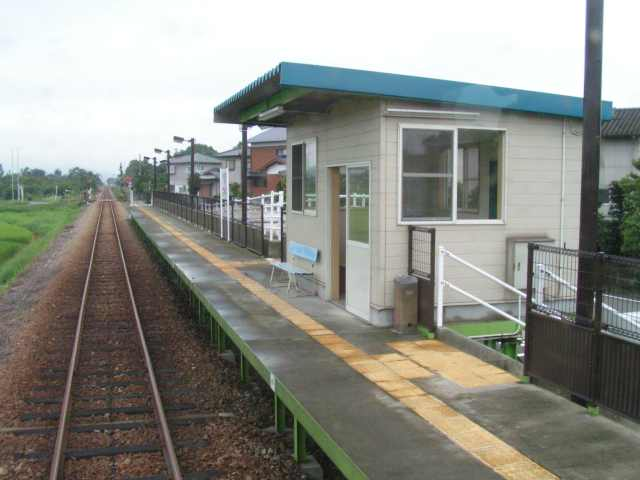
月台（2006年8月）

今隈站（日语：／ Imaguma eki */?）是位於福岡縣小郡市山隈，甘木鐵道甘木線車站。為甘木鐵道最新車站。

## 歷史
- 2002年（平成14年）12月1日 - 甘木鐵道車站啟用[1]。

## 車站構造
車站是一座地面車站，設有1面1線的單式月台。此站是無人車站。沒有廁所。

## 使用狀況
在2008年度1日平均乘車人次為125人。
在2015年度1日平均乘車人次為89人。
| 乘車人次變化 | 乘車人次變化 |
| 年度         | 1日平均人次  |
| ------------ | ------------ |
| 2008年       | 125          |
| 2009年       |              |
| 2010年       |              |
| 2011年       | 105          |
| 2012年       | 101          |
| 2013年       | 124          |
| 2014年       | 106          |
| 2015年       | 89           |
| 2016年       | 95           |
| 2017年       | 125          |
| 2018年       | 113          |

## 車站周邊
- 國道500號
- 大分自動車道筑後小郡交匯處（日语：筑後小郡インターチェンジ）
- TRIAL

## 巴士路線
- 小郡市社區巴士（日语：小郡市コミュニティバス）：上岩田、文化會館、市政廳方向，前往明日

## 相鄰車站
甘木鐵道
■甘木線
松崎－今隈－西太刀洗

## 注腳
1. 1 2  . RAIL FAN (鐵道友之會). 2003-03-01, 50 (2): 25 （日语）.
2. ↑  小郡市資料盒 （交通・通信） 甘木鐵道各站的乘車人次的變化
3. ↑  佐賀縣統計年鑑 （運輸和通信）